# Phyllanthus niruri
Phyllanthus niruri är en emblikaväxtart som beskrevs av Carl von Linné. Phyllanthus niruri ingår i släktet Phyllanthus och familjen emblikaväxter.

## Underarter
Arten delas in i följande underarter:
- P. n. lathyroides
- P. n. niruri

## Bildgalleri

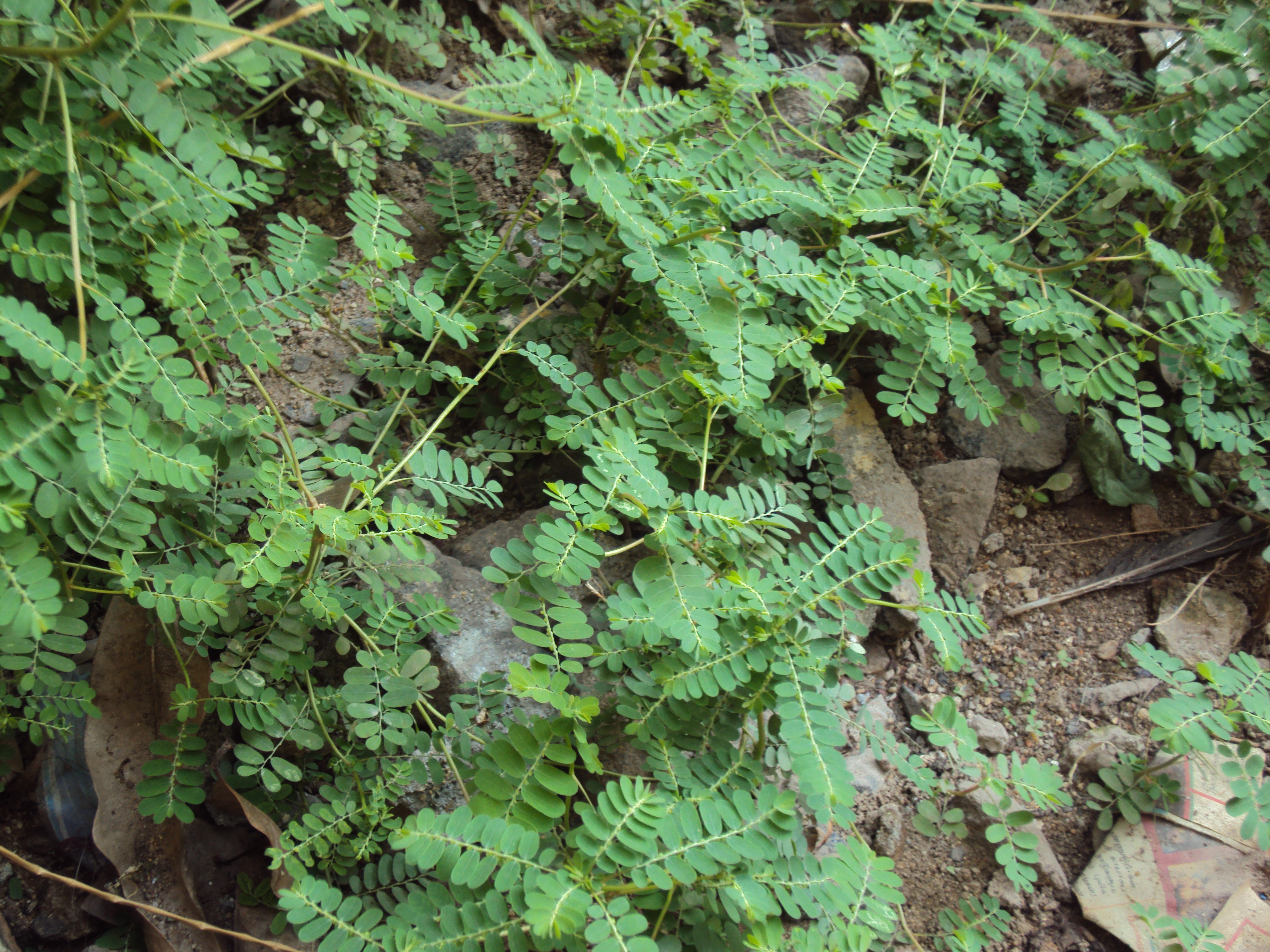
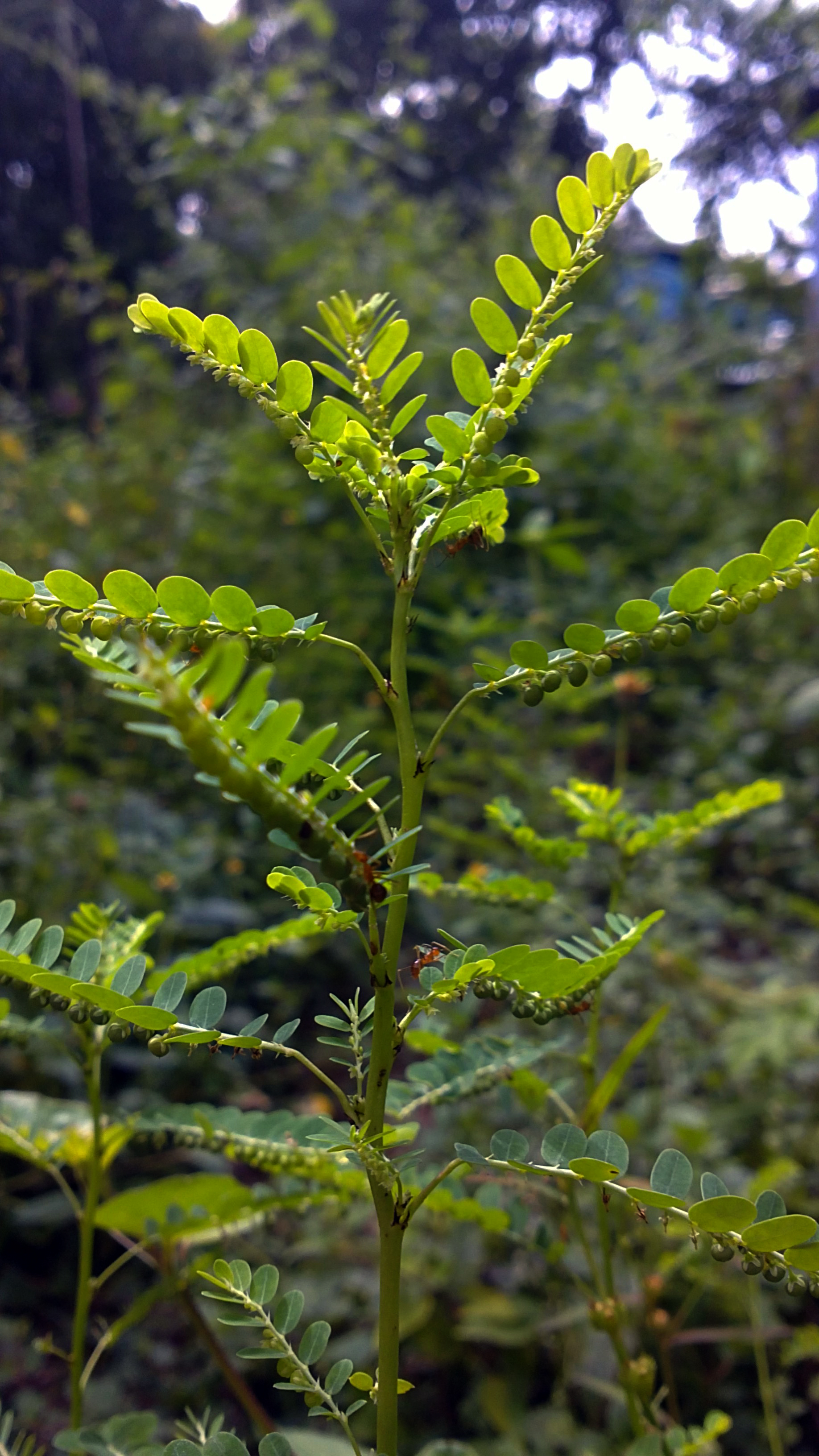
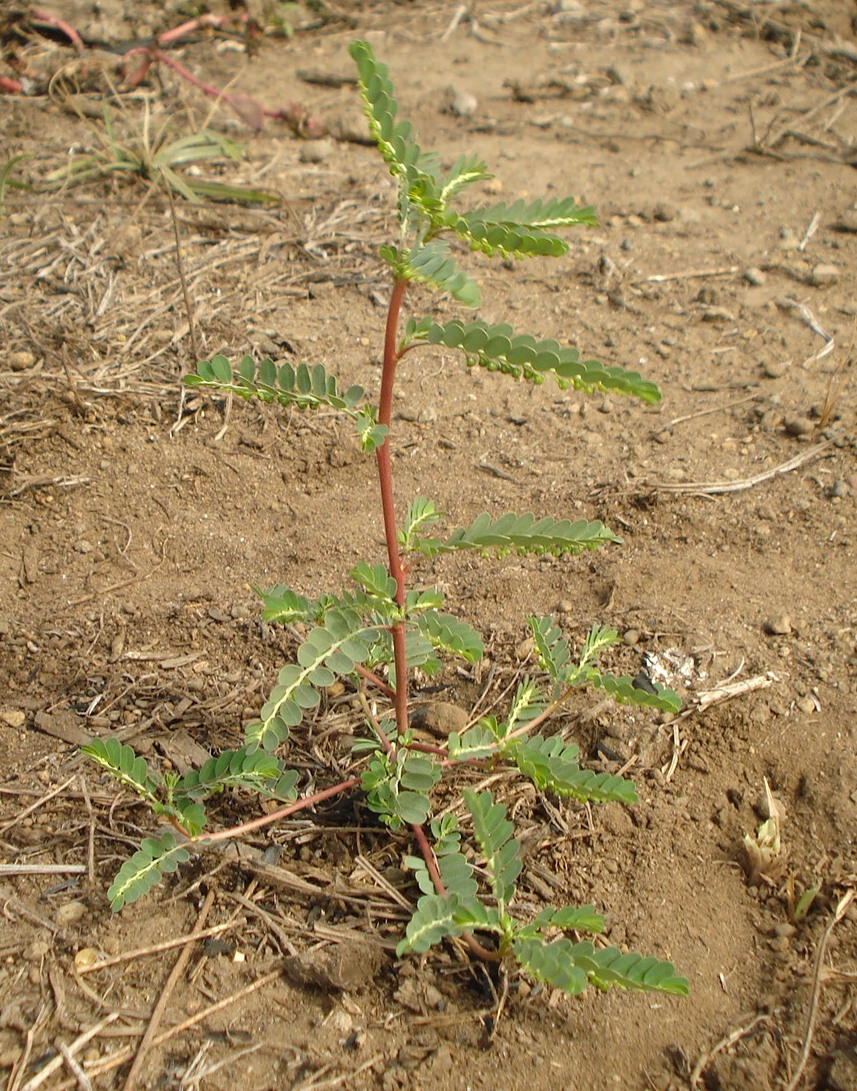
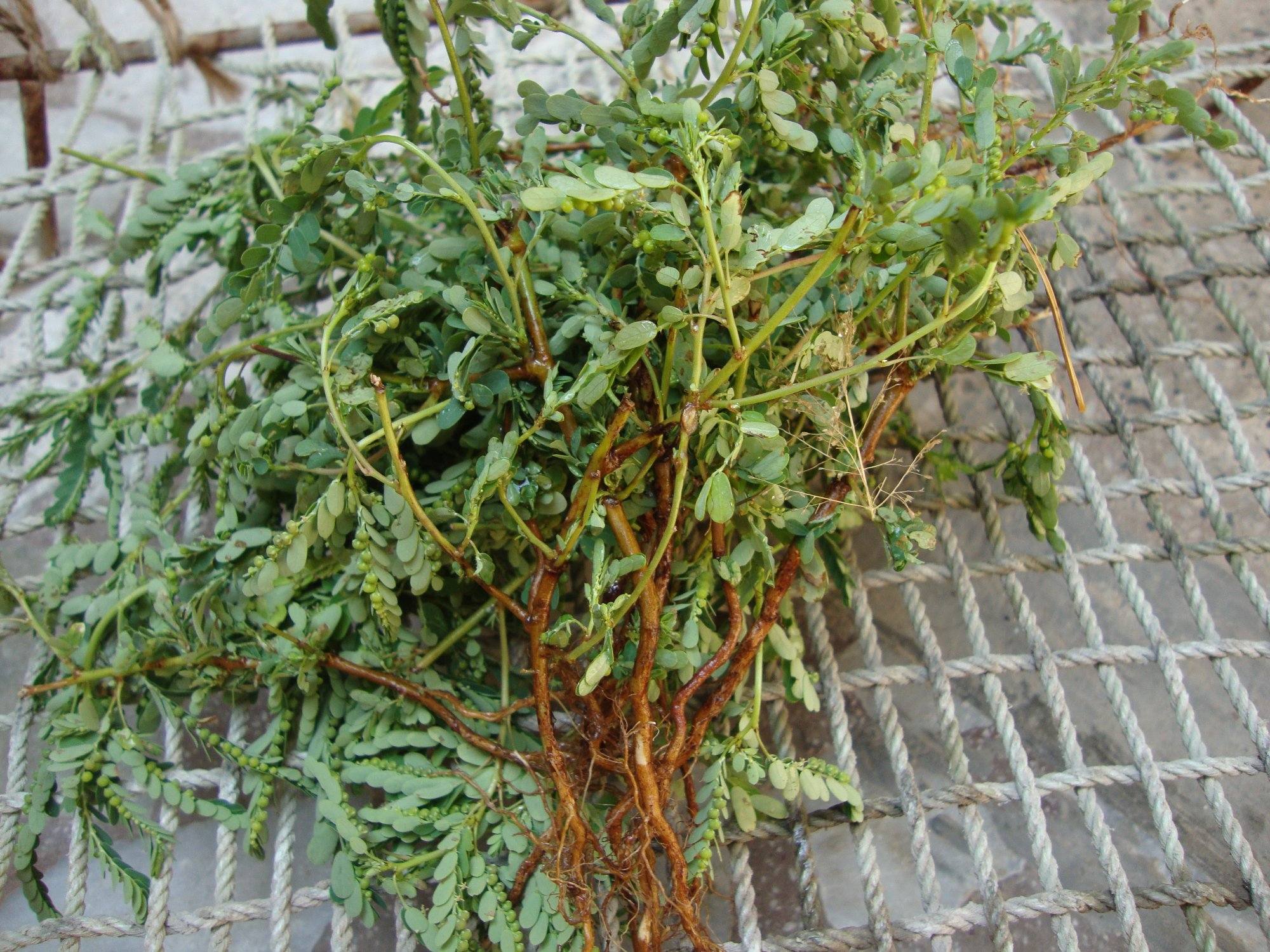
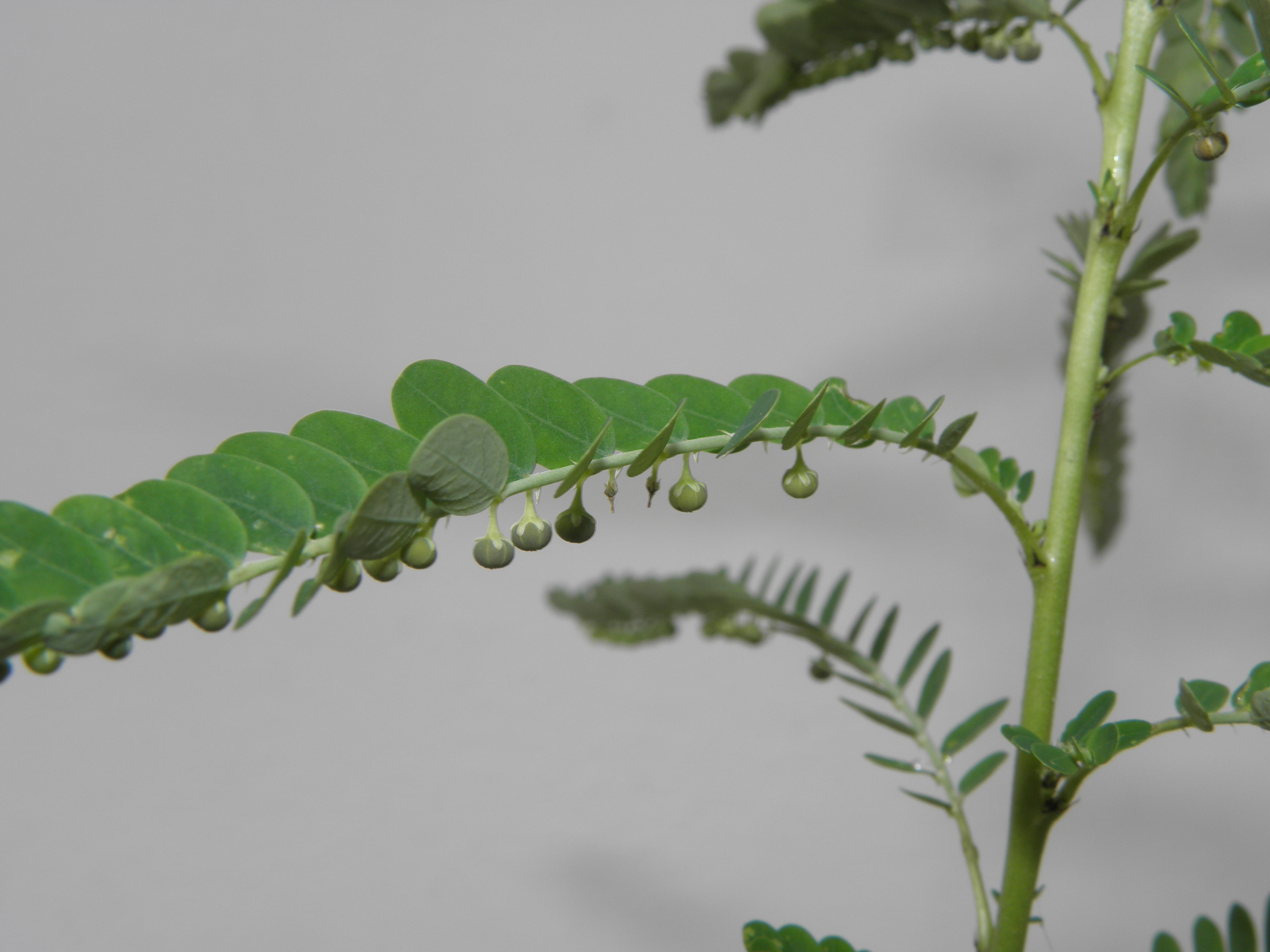
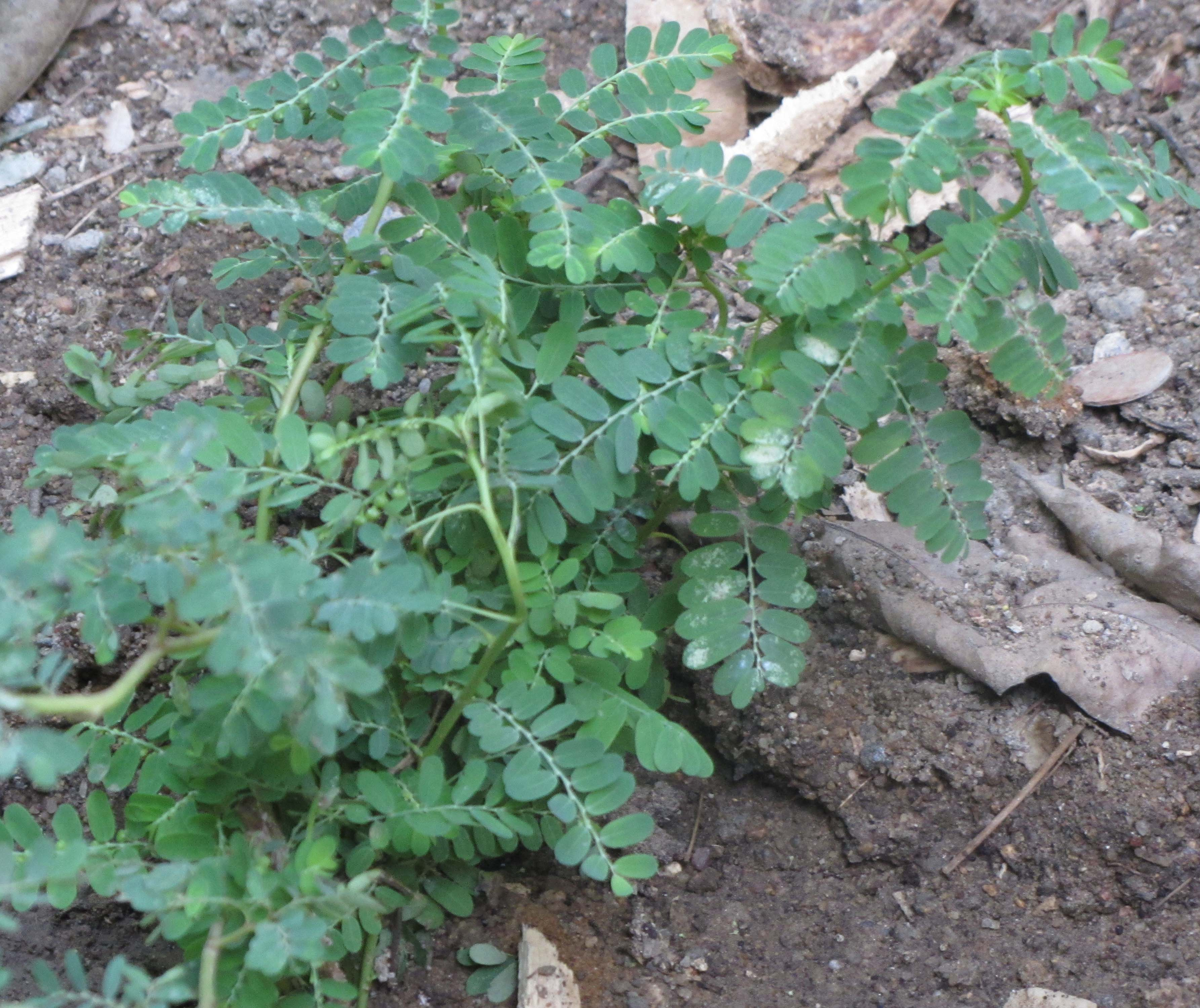